# Hanhongor járás
Hanhongor járás (mongol nyelven: Ханхонгор сум) Mongólia Dél-Góbi tartományának egyik járása. Területe 9931 km². Népessége 2376 fő (2009), 2047 fő (2020)
Székhelye, Ugúmur (Угуумур) 25 km-re fekszik Dalandzadgad tartományi székhelytől.